# Soulaines-sur-Aubance
Soulaines-sur-Aubance è un comune francese di 1 209 abitanti situato nel dipartimento del Maine e Loira nella regione dei Paesi della Loira.

## Società

### Evoluzione demografica
Abitanti censiti